# 火井镇
火井镇，是中国四川省成都市邛崃市所辖的一个镇，地处邛崃西路（邛芦路）31公里处。全镇幅员面积65.68平方公里，总人口20615人(2007年)。2019年12月，将南宝山镇茶板村、金甲村、常乐村、大葫村所属行政区域划归火井镇管辖。火井镇人民政府驻状元路288号附1号。
该镇的道路有河北街、河南街、桂花街、康庄路。

## 历史
火井镇历史悠久，是世界首先使用天然气的地方。火井古镇始建于南北朝时期的北周（557—581年）。隋朝大业十二年（616年）设置火井县，唐朝著名数学家、天象学家袁天罡出任首任县令。

## 行政区划
火井镇现辖以下地区：
高场社区、银台山村、夜合村、状元村、双童村、三河村、兴福村、纸坊村、雅鹏村和凤场村。

## 景点
- 陈氏旧居（现火井镇政府所在地）
- 河北古街
- 海屋    （原火井镇卫生院所在地）
- 川西竹海长廊
- 兴福寺
- 崇嘏山
- 世界第一井